# Blechnum neohollandicum
Blechnum neohollandicum är en kambräkenväxtart som beskrevs av Maarten J.M. Christenhusz. Blechnum neohollandicum ingår i släktet Blechnum och familjen Blechnaceae. Inga underarter finns listade.

## Bildgalleri

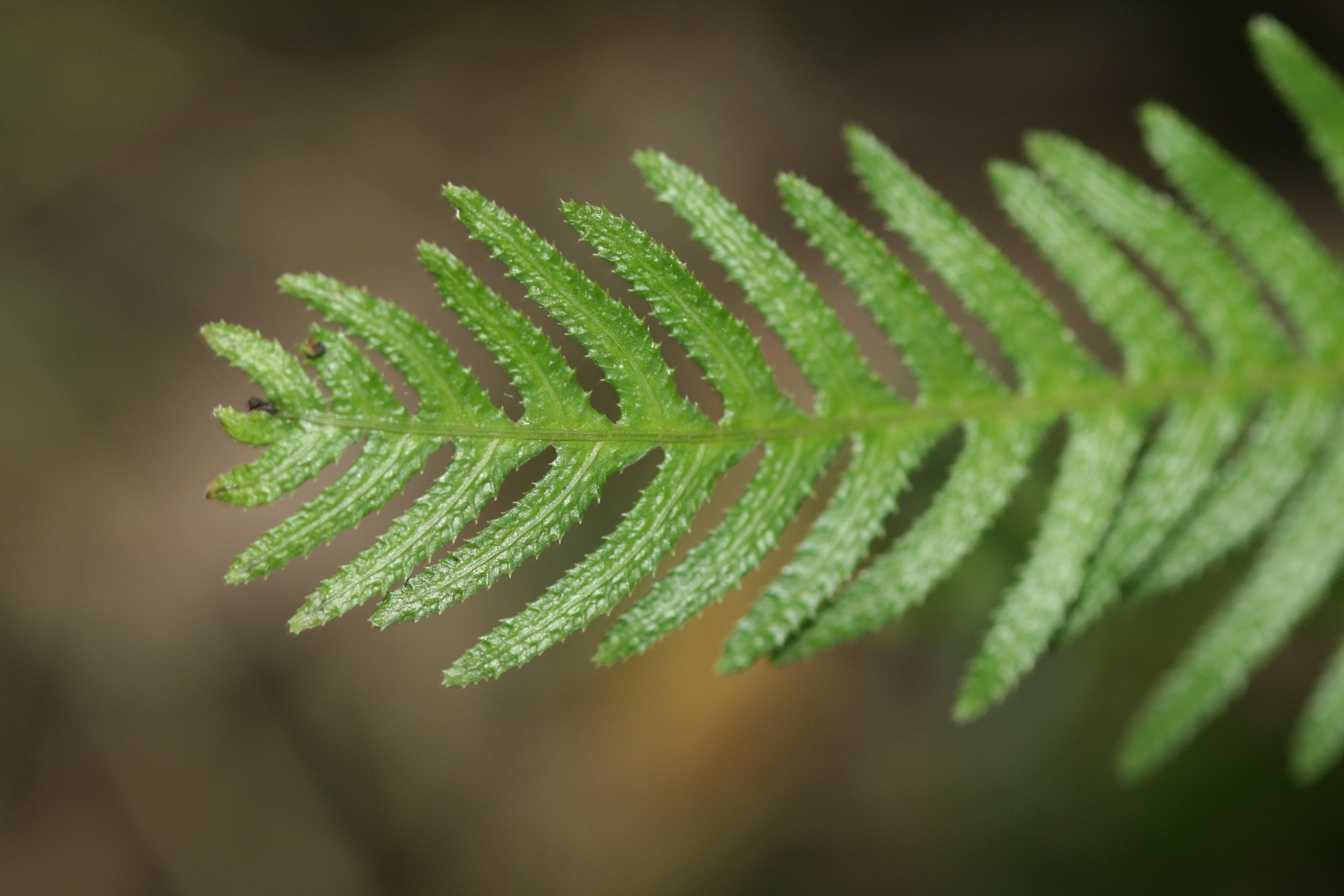
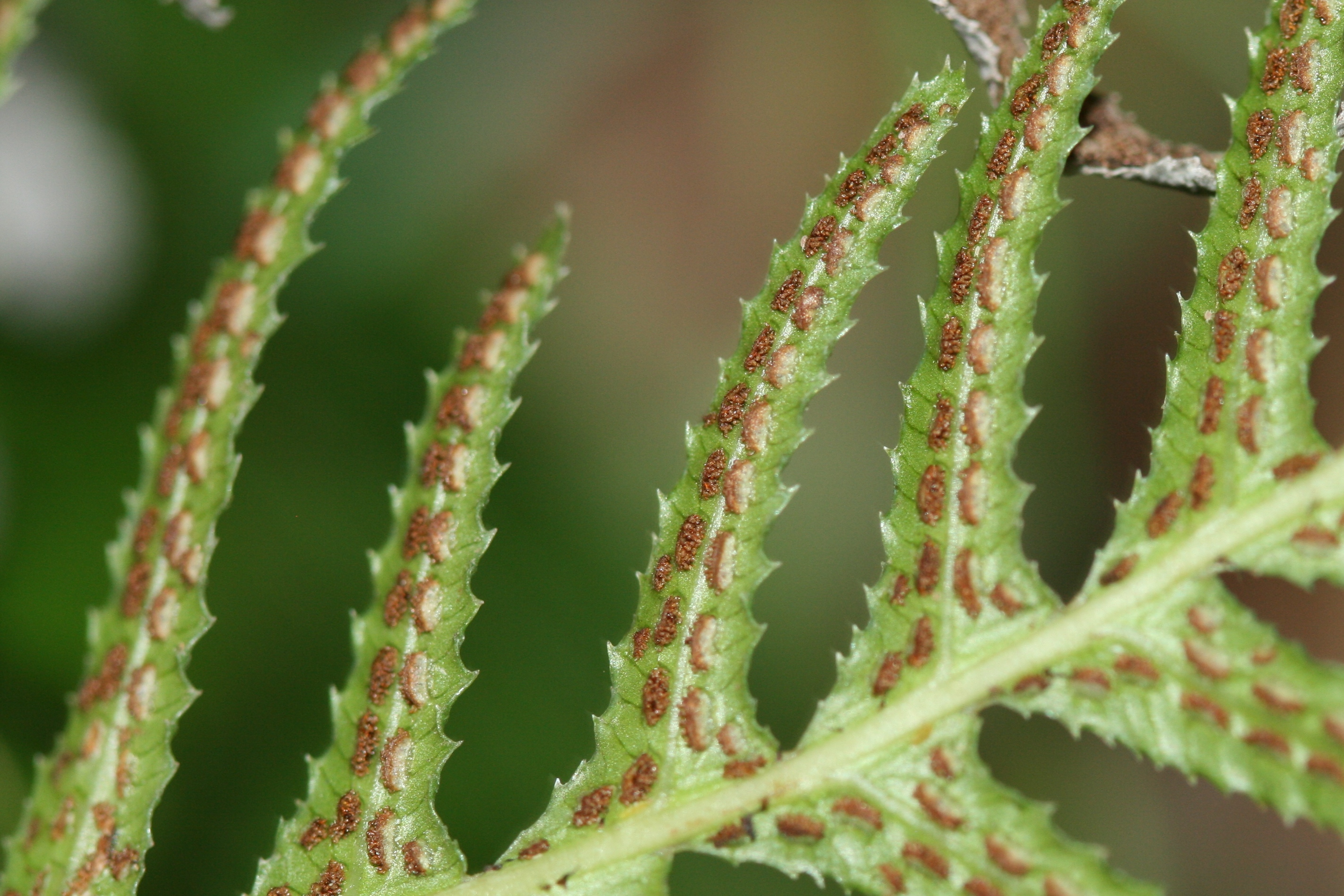
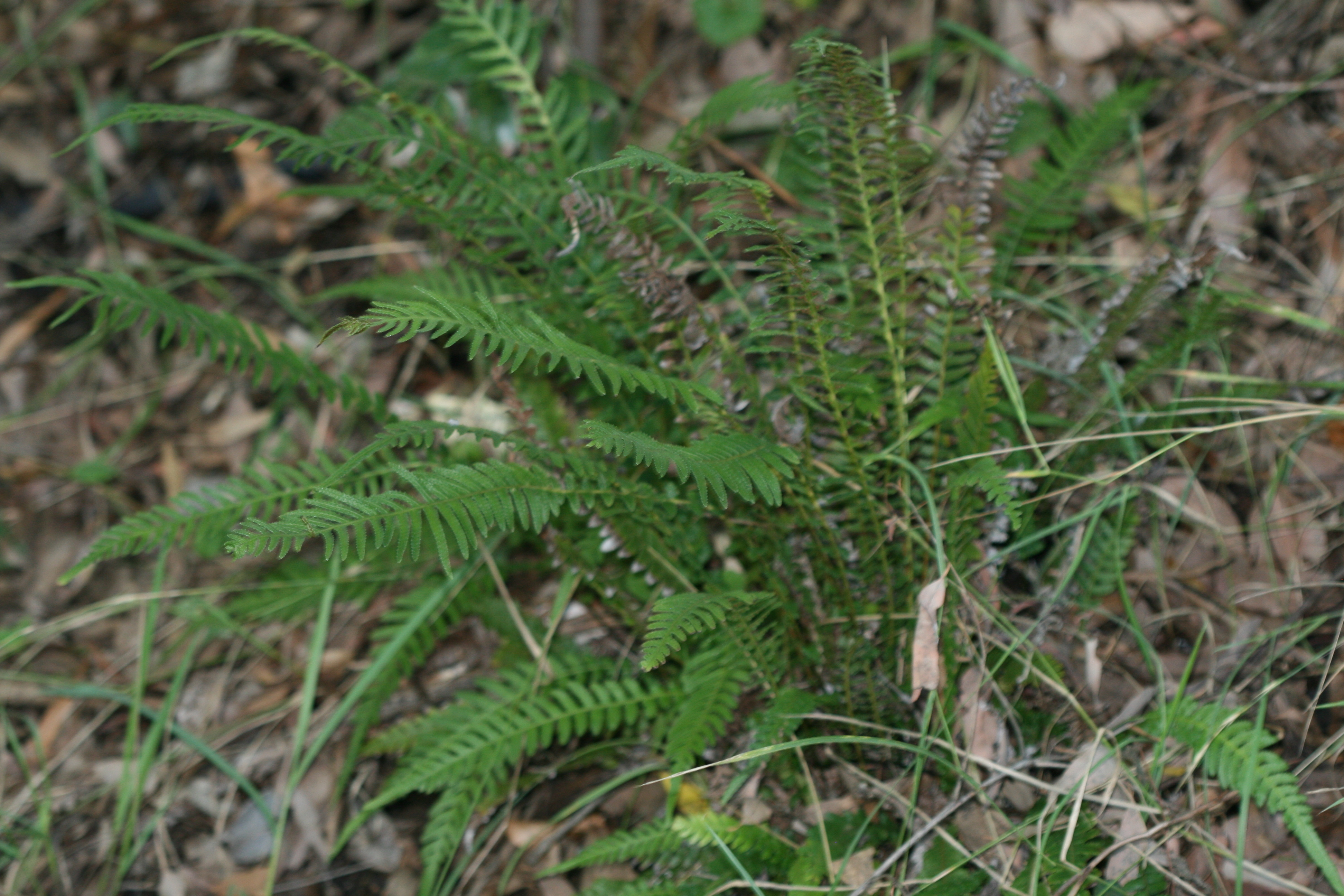
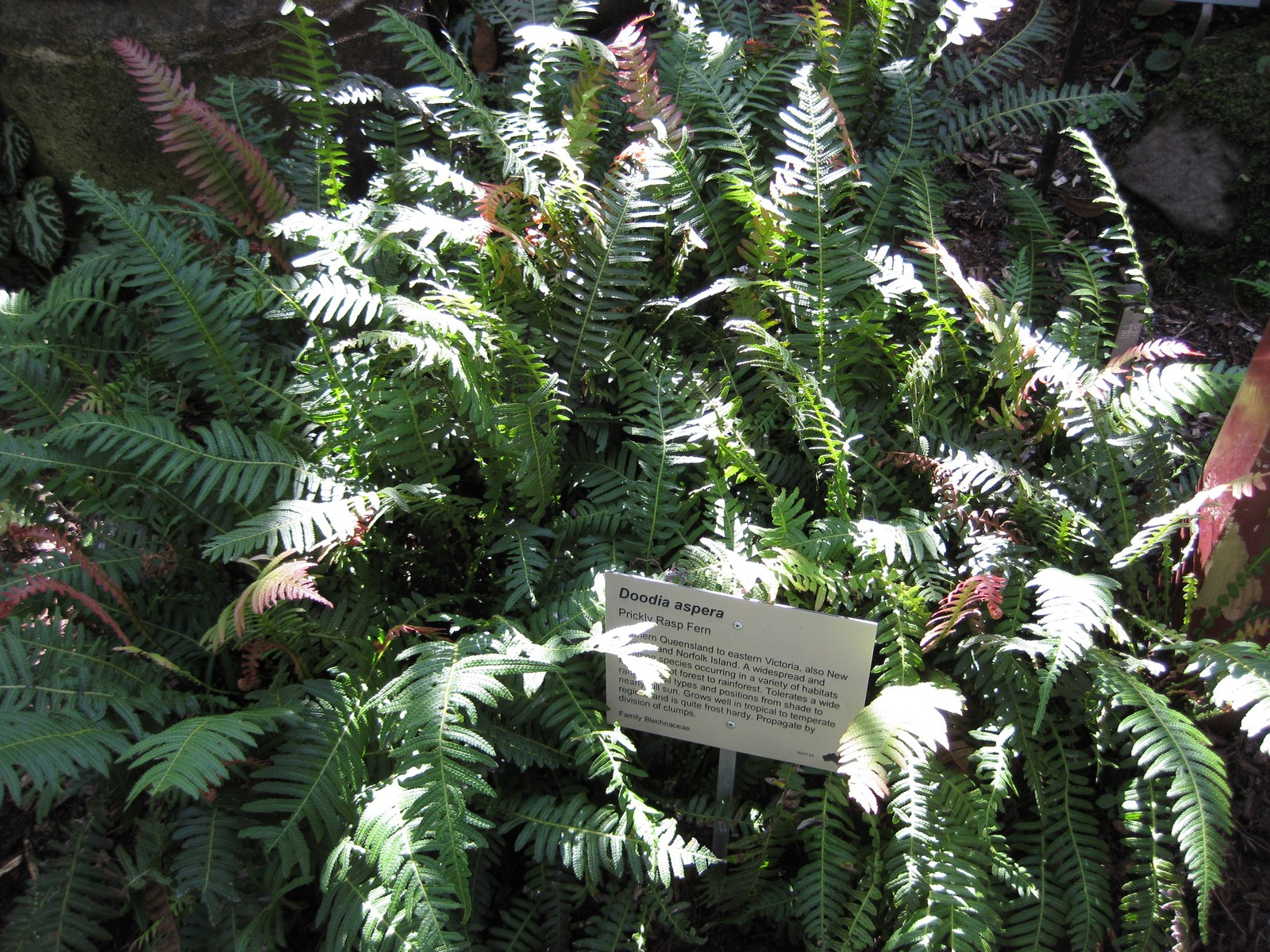